# 동서 분당
동서 분당(東西分黨)은 1575년 (선조 8)에 조선 사림(士林)이 동서(東西)로 분열한 사건을 말한다. 이조정랑(吏曹正郞) 자리 문제를 놓고 신진 사류 김효원을 지지하는 일파와 인순왕후(명종의 비)의 동생 심의겸을 지지하는 일파가 상호 반목과 대립함에서 비롯되었다. 율곡 이이가 나서서 분열을 막으려 노력했으나 결국 사림(士林)은 동인(東人)과 서인(西人)이라는 두 패로 나뉘고 말았다.
본래 붕당(朋黨)형성은 범죄행위였으나 정치란 소인배를 배제한 군자당이 주도해야 한다는 성리학의 붕당관(朋黨觀)을 조정을 장악한 사림(士林)들이 받아들였고, 선조 역시 정책의 공론화와 왕권강화책으로 삼고자 수용함에 따라 선조때부터 붕당이 형성되기 시작했다. 이후 붕당(朋黨)정치에 의한 비판과 견제라는 긍정적인 효과도 있었으나 사색당쟁(四色黨爭)으로 발전해 국정을 혼란하게 하고 임진왜란에 효율적으로 대처하지 못하는 등 국력을 크게 소모시키기도 했다. 1575년 동서분당이후 300년간 이어지던 붕당정치는 19세기초에 세도정치가 시작되며 퇴색하였고, 흥선대원군이 붕당의 뿌리인 서원을 철폐하며 완전히 붕괴하고 말았다.

## 배경

### 사림의 정계진출
고려말의 사회적 혼란을 개혁하려고한 신진사대부들중 급진개혁파는 이성계의 조선개국에 합류하였고 온건개혁파는 낙향하여 성리학으로 무장하며 실력을 키웠다. 한편, 왕조창업, 왕자의 난, 계유정란, 남이의 옥 등을 통해 공신들이 득세하여 훈구파라 불리었으며, 이들은 중앙정치의 주도세력으로 군림하였다. 세조의 장남인 의경세자의 둘째 아들로 태어난 성종은 숙부 예종이 사망했을 때, 예종의 적장자인 제안대군과 성종의 친형인 월산군이 있었음에도 서열을 거스르고 제9대 국왕으로 즉위하였다. 막강한 권력을 가진 훈구파 대신들의 추대에 의한 것인데, 이로인해 성종은 즉위후 정치적인 입지가 매우 좁았다. 7년동안 정희왕후의 섭정을 끝으로 1476년 친정이 시작되자 성종은 사림파를 대거 중용하여 훈구파를 견제하기 시작했다. 계유정란(1453년)이후 세조시대의 공신들은 각종 특권을 누리며 매관매직 등 부정을 일삼았는데, 중앙정계에 대거 진출하여 주로 삼사(三司)에 기용된 사림파들이 이들 공신 훈구파(勳舊派)의 비리를 비판하자 양측은 빈번하게 대립하였다.

### 사림의 좌절과 재기
훈구와 사림이 대립하였으나 성종의 정치적인 역량하에 《경국대전》 편찬사업 등에 협력하며 크게 문제가 불거지지는 않았다. 그러나 노쇠한 공신들이 연이어 사망하면서 훈구 세력이 크게 위축되자 불만이 누적되었다. 성종에 이어 즉위한 연산군 역시 사사건건 비판하며 왕권을 약화시키는 삼사(三司)의 사림파와 갈등하였다. 이런 가운데 《성종실록》 편찬에 원고가 되는 사초(史草)의 내용을 명분삼은 연산군은 1498년, 무오사화를 일으켜 사림파를 대거 숙청하였다. 이후 생모 폐비윤씨가 사사된 것을 빌미로 1504년에 다시 갑자사화를 일으켜 훈구세력도 물리친후 외척을 중용하여 폭정을 일삼았다.
1506년, 중종반정이 일어나 연산군이 폐위되고 중종이 왕으로 추대되었다. 신하들이 주도한 반정이기에 왕권은 허약했고 반정공신들은 막강한 권력을 휘둘렀다. 군신공치(君臣共治)라는 군신간 힘의 균형이 무너지고 신료들이 권력의 우위를 차지한 가운데 공신들은 과도하게 많은 특권속에 국정을 농단하였고 민생마저 어려워졌다. 국정을 바로잡고자한 중종은 조광조 등 사림을 대거 중용하여 개혁을 진행했다. 개혁은 어느정도 성공적이었으나 지나친 급진성이 문제가 되었다. 특히 위훈삭제(僞勳削除)에 반발한 훈구파가 1519년 기묘사화를 일으키자 사림파는 대거 숙청당하고 말았다.
중종에 이어 즉위한 인종은 기묘사화로 희생된 사림을 복권후 중용하여 외척을 견제했다. 그러나 인종이 후계없이 갑자기 사망하자 상황이 달라졌다. 명종 즉위로 수렴청정을 시작한 문정왕후는 그녀의 동생이자 소윤의 영수인 윤원형과 함께 1545년, 을사사화를 통해 대윤의 영수 윤임을 비롯한 사림파를 숙청했다. 이후 문정왕후가 실권을 잡고 있었던 20년간 외척 윤원형은 큰 권세를 누리며 패악질을 일삼았다. 그러나 1565년에 문정왕후가 사망하자 그는 일시에 몰락하고 말았다. 이와같이 16세기 네 차례의 사화를 거치며 사림파는 큰 좌절을 겪었으나 매번 위기때마다 낙향하여 서원을 중심으로 학문을 연구하고 지방에 지지세력을 키우며 기회가 될 때마다 중앙정계에 진출할 기반을 닦았다.

### 사림의 조정장악
1567년에 후계없이 명종이 죽자 선조가 즉위하여 조선 최초로 방계가문이 왕통을 계승하게 되었다. 선조는 중종의 서손으로 즉위시점에 부모가 모두 사망한 상태였으며 외척세력도 약했고, 2년전에 문정왕후와 윤원형의 죽었으며, 명종의 왕비인 인순왕후는 1년만에 수렴청정을 거둔후 정치에 일절 관여하지 않았다. 선조는 지난 기묘사화(1519년)때 희생된 자들을 사면, 복권하여 사림의 조정진출의 길을 열어 놓았고, 비록 조광조가 기묘사화때 죽었으나 그의 개혁의 유산으로 강화된 이조전랑의 권한을 바탕으로 사림파가 대거 중앙정계에 진출하였다.
선조 역시 성리학 이념에 충실한 사림을 가까이 하고 공신과 왕실의 외척을 배척하자 자연스럽게 척신정치가 사라지고 훈구파는 사림으로 흡수되었다. 그러나 사림파는 중앙 정계를 장악하여 정치의 주도권을 잡은후 점차 내부분열의 조짐을 보였다. 척신정치를 비판할때는 사림파가 한목소리를 냈으나 집권층이 되자 학파의 성향이나 지역적 기반에 따라 서로 다른 정치 색깔을 드러내게 된 것이다.

## 붕당 정치

### 붕당정치의 수용
유교적 정치 이념하에서 신료가 붕당을 형성하는 것은 범죄에 해당하며, 성종때 완성된 《경국대전》에는 이에 대한 처벌 규정이 들어 있다. 그러나 송나라 이후 신유학에서는 구양수(歐陽修)와 주희(朱熹) 등에 의해 성리학 이념은 군자(君子)끼리 모인 '군자당'(君子黨)이 소인(小人)을 배제하고 정치를 주도하여야 한다는 논리가 제시되었다. 이를 조선의 사림(士林)이 받아들였고, 선조 역시 명종대까지 붕당행위가 역모에 버금가는 중범죄에 해당했으나 정책의 공론화를 통한 발전적인 당파정치로 이끌고 왕권강화책으로 삼고자 붕당을 허용하였다. 선조대부터 시작된 붕당정치는 상호 비판과 견제라는 긍정적인 면도 있었으나 과도기적 양상을 띠며 임진왜란에 효율적으로 대비하지 못하는 또 다른 혼란도 야기했다.

### 이조정랑
조선시대에는 무관보다는 문관의 인사권을 더 중요시 하였으므로 이조전랑이 특히 중요한 요직이 되었다. 태조때 이조정랑(정5품)과 좌랑(정6품)을 각각 3명씩으로 정해 『경국대전』에 법제화하였다. 이조의 정랑과 좌랑은 각 부서의 당하관(堂下官)에 대한 인사권을 가지고 있었는데, 1516년(중종 11)에 개혁을 주도하던 조광조에 의해 삼사(三司) 관리의 선발권과 후임 이조정랑 지명권이 주어지며 권한이 막강해졌다. 또한 1569년(선조 2)에는 재야 인사 추천권까지 주어지며 권한이 더욱 강해졌다. 또한 중죄가 아니면 탄핵받지 않았으며, 정랑을 거치면 대개 재상까지 오를 수 있었다.
이조정랑의 이런 권한은 이조판서로부터 독립된 권리였으며, 가장 큰 권한은 사정기관인 삼사(三司) 관리의 추천권이었다. 따라서 삼사(三司)의 여론은 은연중 정랑의 통제하에 있었고, 삼사(三司)를 통하여 대신들의 권력을 견제할 수 있었다. 이처럼 주요 인사권과 언론권이 정랑에 집중되어, 정랑직을 누가 차지하느냐에 따라 권력의 향배가 결정되기도 했다. 막강한 권한때문에 당상관도 길에서 정랑을 만나면 말에서 내려 인사했다고 한다.
조선 시대의 관리 임명 권한은 삼정승이 있는 의정부에 있지 않고 이조에 속해 있었다. 따라서 이조의 수장인 이조판서는 삼정승보다 큰 권한을 누렸다. 이런 이조판서의 인사권 전횡을 방지하기 위하여 삼사 관리 추천권만은 독립시켜 이조정랑에게 전권을 주었다. 왕권과 유력 신권을 견제하기 위해서 감시하고 탄핵, 감찰하는 삼사의 인사권이 재상이나 이조판서에게 있으면 자기사람을 심어서 권력을 남용할 수 있기 때문이었다. 삼사에 대한 인사권을 대신들로부터 독립시킴으로 삼사 관리들이 소신껏 감찰, 탄핵 활동을 할 수 있도록 하기 위한 제도적 장치의 일환이었다.
또한 정5품에 지나지 않는 관료가 막강한 권한을 대신들의 눈치를 보이 않고 행사하려면 이조정랑 지위 역시 보장 되어 있어야 했다. 따라서 이조정랑직에 대한 인사권도 대신들로부터 독립 시켜서 이임하는 전임 이조정랑에게 후임 이조정랑 지명권도 주었다. 전임자가 후임자를 지명하면 큰 결격사유가 없는한 왕이 직접 임명하였다.

### 붕당의 시작
조선 조정에 막강한 권한을 가지고 있던 이조정랑은 조선시대에 중요한 청요직(淸要職)중에도 으뜸에 해당했기에 홍문관 출신의 명망 있고 젊은 문신 중에서 선임되었다. 그런데 1575년(선조 8)에 후임 이조정랑에 심충겸이 매우 유력한 후보로 물망에 올랐으나, 후임 지명권을 가진 이조정랑 김효원이 강하게 반대하며 그 대신 이발(李潑)을 천거했다. 김효원은 심충겸 같은 외척에게 청요직인 이조정랑을 맡길 수 없다는 입장을 분명히했다. 그러나 이 명분은 다소 무리수가 있었다. 심충겸은 선조의 외숙부, 즉 전왕 명종의 왕비였던 인순왕후의 동생이기는 하나, 선조 즉위 1년만에 인순왕후는 섭정에서 물러나 더 이상 정치에 관여하지 않았을 뿐만 아니라, 문제가 발생한 시점인 1575년에 이미 사망한 터였다. 또한 선조는 명종의 양자였고 심충겸처럼 과거시험을 통해 등용된 경우에는 척신으로 분류하지 않았으며, 심충겸의 형인 심의겸 조차 사림에 합류하였기 때문이다.
실질적인 이유는 한해전인 1574년(선조 7년)에 심충겸의 형인 심의겸이 김효원의 이조정랑 취임에 반대했었던 것에 대한 복수였다. 이조정랑으로 있던 오건(吳健)이 자리를 옮기면서 김효원을 이조정랑으로 지명하자, 당시 이조참의 심의겸은 과거 김효원이 권세가 윤원형의 식객이었다고 주장하며 반대했다. 척신 윤원형은 지난 1545년에 을사사화를 일으켜 무고로 사림파를 숙청한자였다. 오건(吳健)이 사직하고 낙향하자 파장이 일었으나 김효원은 윤원형의 사위인 이조민과 개인적인 친분이 있었을뿐 식객이 아니었음이 밝혀지면서 이조정랑에 등용되었다. 하지만 이 일로 개인적인 악감정이 남게되었다.
결국, 이런 과거 악연으로 인해 김효원이 강하게 반대하여 심충겸이 이조정랑에 오르지 못하고 이발(李潑)이 차지하자 두 사람은 격하게 다투었고, 사림(士林)의 내부 의견도 두패로 나뉘었다. 젊은 사림들은 김효원을 지지했고 노장 사림들은 심의겸을 지지했다. 김효원의 집이 도성 동쪽 낙산 밑 건천동에 있었기 때문에 그 일파를 동인(東人)이라 하였고, 심의겸 집은 도성 서쪽 정동에 있었기 때문에 그 일파를 서인(西人)이라 부르게 되었다.

### 을해당론
붕당 조짐에 대해서는 이미 1572년(선조 5)에 이준경이 예견한적이 있었는데, 이때 이준경은 당쟁의 중심인물로 율곡 이이를 지적했다. 이이는 즉각적으로 거칠게 반발했었다. 그러나 붕당이 현실이 되자 이이는 반성하며 붕당을 혁파하고 사림(士林)을 융합시키는 일에 앞장섰다. 그러나 율곡 이이(李珥)의 노력에도 불구하고 사림(士林)은 서인과 동인으로 나뉘고 말았다. 이로써 300년 조선당쟁이 시작되었다. 선조는 대신들의 분열을 왕권강화에 이용하고자 숫적 다수인 동인보다 서인을 가까하며 붕당의 균형을 꾀하였다. 사림(士林)의 융합을 바랬던 이율곡은 양측의 다툼이 극렬해지자 분란의 당사자인 두 사람을 지방관으로 파견하는 해결책을 건의했고, 선조가 이를 받아들였다.

### 계미삼찬
이율곡의 건의에 따라 심의겸을 개성유수(開城留守)로, 김효원을 함경도 경흥(慶興)부사로 보냈는데, 개성에 비해 함경도 경흥은 외진 곳이었기 때문에 서인을 우대하고 동인을 홀대한 것으로 받아들인 동인들의 반발이 극심했다. 이율곡을 비판하는 상소가 연일 올라갔고 삼사(三司)에서도 이율곡을 비판했다. 하지만 선조는 오히려 동인 세력인 송응개와 박근원, 허봉 3명을 1583년(계미년)에 귀양보내며 이율곡에 대한 신임을 들어냈다. 결국 붕당을 반대했던 이율곡은 그의 의도와는 달리 서인의 거두로 인식되었고 서인에 대한 선조의 지지는 이후에도 지속되었다.

### 이수의 옥사
집권세력인 서인출신의 도승지 윤두수, 경기감사 윤근수가 동인에 속하던 이조전랑 김성일을 억압하고 탄압했다. 기회를 노리던 김성일은 1578년에 윤헌, 윤두수, 윤근수가 진도군수 이수(李銖)로부터 뇌물로 쌀을 받았다는 정보를 입수했다. 이 사실을 경연에서 폭로하자 이들이 탄핵받았으나, 정작 쌀을 운반한 장세량(張世良)은 혐의를 끝까지 부인했다. 이때 심충겸 등 서인은 3윤(윤헌, 윤두수, 윤근수)을 옹호하였고, 이산해 등 동인은 3윤의 죄상을 공격하였다. 동인과 서인의 다툼이 격해지던 중 진도군수 이수(李銖)에게 악감정이 있었던 고을의 아전이 이수(李銖)의 쌀 제공 사실을 증언하여, 결국 3윤이 파면되었다. 이 사건은 붕당정치의 여파로 일어난 초기의 사건으로 큰 물의를 일으키지는 않았다.

### 동인의 내부갈등
정인홍 등은 같은 동인소속 우성전의 축첩을 문제삼자 동인 내부에 갈등이 발생했다. 우성전은 학문적 소양도 폭넓었고 지략이 남달랐으며, 경세에 대한 관점이 뚜렷했기에 동서분당후 당시 동인들이 새로운 지도자로 떠받들던 인물이었다. 그러나 우성전의 부모상 때에 그의 애첩인 한 기생이 상례에 어긋나게 머리를 풀고 우성전의 집에 출입했다는 사실이 알려지자 이발, 정인홍 등이 상례에 어긋난 일이라고 우성전을 공격하면서 동인 내부의 갈등으로 작용했다. 선조는 우성전의 처신에 대해 문제를 삼지는 않았으나, 이는 훗날 기축옥사(1589)와 건저문제(세자 책봉파동) 이후 동인이 남인과 북인으로 갈라지는 원인중 하나가 되기도 했다. 그러나 1584년에 이율곡이 사망하자 선조는 계미삼찬(癸未三竄)때에 유배간 이들을 풀어주고 동인들을 가까이 하기 시작함에 조정은 동인의 세상으로 변모해갔다.

### 동인의 분열
1589년에 정여립 모반사건이 벌어진 가운데 정여립이 자결하자역모는 기정 사실로 굳어졌고 관련자들에 대한 취조가 시작되었다. 서인들은 정여립이 탈당후 동인과 합세하여 서인을 비난한 것에 앙심을 품고 있었으며, 1584년에 이이가 죽은후 빼앗긴 정권을 되찾을 기회로 판단하여 옥사로 사건을 확대시켰다. 이에 대해 이발, 이산해 등은 증거가 불충분하고 정여립은 역모를 꾀할 위인이 못되면 설사 반역을 꾀했다 해도 동인과는 무관하다 주장하여 서인들과 팽팽이 맞섰다. 이때 동인들은 서인과 적극적으로 맞서며 옥사를 규탄한 북인과 서인들의 주장에 동조한 유성룡, 우성전 등의 남인으로 서서히 나뉘기 시작했다.
선조는 그동안 지나치게 세력이 비대해진 동인의 기세를 누르기 위해 위관으로 서인 소속 송강 정철을 임명하였고, 정여립과 교류가 많았던 동인(북인)들이 주로 구속된 상태에서 무리하게 옥사가 진행되었다. 3년 가까이 진행된 옥사 기간동안 위관 정철이 지나치게 가혹한 처결로 일관함에 1,000명의 동인이 유혈숙청을 당했고, 이로인해 정철은 훗날 '동인백정'이라는 별명을 얻기까지 했다. 또한 금번 기축옥사로 인해 서인이 동인을 누르고 다시 집권 세력이 되었으며 동인과 서인 간에 감정의 골이 깊어지며 비판, 견제, 공존이라는 붕당정치의 금도가 깨어진후 당쟁은 유혈숙청으로 비화되었다.

## 붕당의 변천사

### 북인과 남인
동인과 서인의 화합을 위해 노력하던 율곡 이이가 1584년에 죽은 후, 선조가 동인을 가까이하자 동인이 득세하였다. 1589년에 기축옥사가 벌어져 서인 출신의 정철이 취조과정에서 많은 동인들을 옥사시킴으로 동인들이 감정을 품게 되었다. 1591년에 정철이 광해군 세자 책봉을 주청하다가 선조의 진노를 사서 실각하며 서인들이 대거 몰락하였다.(건저문제) 다시 정권을 장악한 동인들은 서인에 대한 처결문제 있어서 강경하게 대처하자는 북인과 온건한 처결을 주장하는 남인으로 갈리게 되었다.

### 대북과 소북
임진왜란중에 광해군이 세자로 책봉되었으나 1606년, 선조의 계비인 인목왕후가 영창대군(적자)을 낳자, 후계구도가 복잡해졌다. 선조가 서자인 광해군을 폐하고 적자 영창대군에게 왕위를 물려주려는 듯한 의중을 들어냈기 때문이다. 임진왜란을 거치며 정권을 잡은 북인들 사이에서도 의견이 갈렸다. 적통론을 내세운 소북(小北)파는 영창대군을 지지했고 광해군을 지지하는 자들은 대북파를 이루었다. 1608년, 선조가 사망한후 광해군이 즉위하자 대북파가 득세하고 소북파는 몰락하였다.

### 서인과 남인
광해군은 즉위후 전후복구 사업, 대동법 실시, 실리외교 등을 펼쳤다. 그러나 김직재의 옥(1612), 계축옥사(1613)를 거치며 친형인 임해군과 이복동생인 영창대군을 죽이고 1618년에 인목대비를 서궁에 유폐시켰다. 궁궐재건 사업 등 대규모 토목공사로 민심마저 잃어버렸다. 1623년에 남인과 서인이 협력하여 인조반정을 일으켜서 광해군을 폐위시키고 대북세력을 완전히 숙청해버렸다. 정묘호란(1627)과 병자호란(1636)으로 큰 시련을 겪은후, 현종때에 발생한 기해예송(1659)으로 서인이 집권하였으나 갑인예송(1674)때는 남인이 정권을 잡았다.

### 노론과 소론
갑인예송(1674)으로 승리한 남인들이 숙종 6년에 경신환국(1680)으로 몰락하자 서인이 득세하였다. 정권을 잡은 서인은 주도권 다툼, 송시열과 윤증의 불화, 남인에 대한 처결방식을 두고 온건파는 소론, 강경파는 노론으로 분열되었다. 기사환국(1689)때 다시 남인이 집권하지만 곧 갑술환국(1694)으로 소론이 정국의 주도권을 잡은후 남인은 완전히 몰락해버렸다. 병신처분(1716)이후 노론이 득세한 가운데 경종이 1720년에 즉위하였으나 왕권은 허약하였다. 노론은 경종을 압박하여 숙빈 최씨의 소생인 연잉군(영조)를 왕세제로 책봉하는데는 성공하였으나 신임사화를 일으킨 소론에 의해 숙청 당하고 말았다.

### 시파와 벽파
영조가 탕평책(蕩平策)을 통해 당쟁의 폐단을 없애고자 노력한탓에 이전처럼 격렬한 당쟁은 많이 줄어들었다. 1725년 을사처분을 통해 신임사화를 일으킨 소론 과격파를 축출하며 노론을 불러들였다가, 정미환국(1727)때 노론 강경파는 다시 축출해 버렸다. 당파투쟁의 원인이 되왔던 이조전랑의 통청권도 1741년에 폐지했다. 1762년 임오화변후 노론은 사도세자의 죽음을 정당시하는 벽파와 동정하는 시파로 분열되었다. 영조에 이어 즉위한 정조는 영조의 탕평책을 계승하였다. 정조는 벽파보다 자신의 국정 운영에 부합하는 세력인 남인과 시파를 중용하며 정국을 이끌었다.

### 붕당의 종말
정조가 죽고 순조가 즉위하자 정순왕후가 수렴청정을 시작했는데, 그녀는 1801년에 신유박해를 일으켜 천주교를 대대적으로 탄압하였다. 명분은 사교철폐였으나 실질적인 목표는 정조 재위기에 성장한 남인과 시파의 숙청에 있었다. 남인들이 서학에 관심을 두고 천주교에 가까운 자가 많았으니 이는 좋은 명분이 되었다. 1년간의 박해로 300명이상이 죽고 많은 이들이 유배형에 처해졌으며 남인과 시파는 재기불능상태에 빠지고 말았다. 이로써 조정은 노론 벽파가 완전히 장악했으나 1804년에 순조의 친정이 시작되자 그의 장인 김조순이 득세하여 벽파를 숙청하고 안동 김씨의 세도정치가 시작되었다. 이로써 붕당정치가 붕괴되고 외척 중심으로 나아가도록 만들었으며, 흥선대원군이 집권하자 붕당의 뿌리인 서원을 철폐하며 300년간 이어진 붕당정치는 완전히 종말을 고하고 말았다.

## 같이 보기
- 이조정랑
- 붕당